# Karpus, Papylus und Agathonike

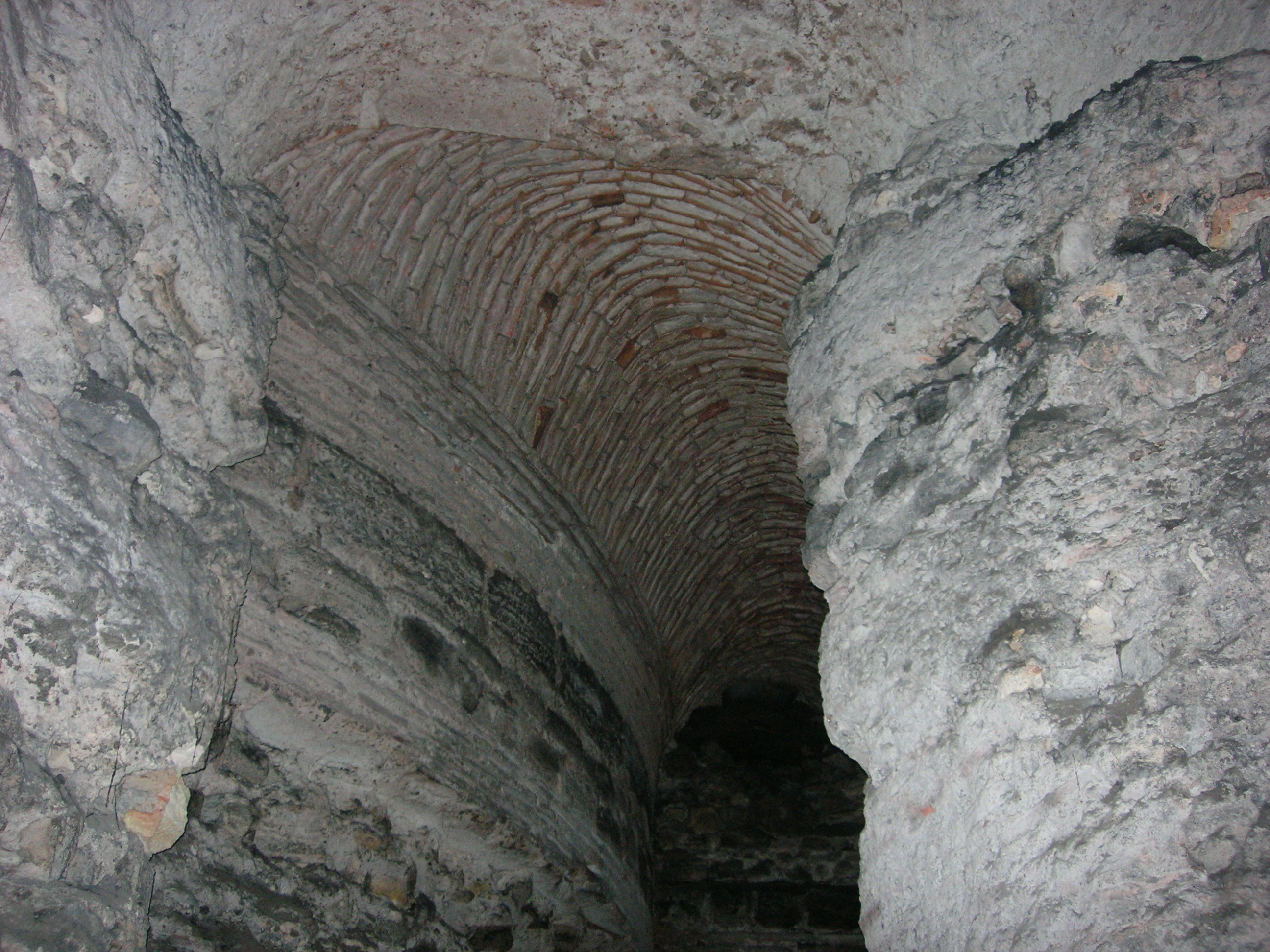
Martyrion für Karpus und Papylus

Karpus, Papylus und Agathonike sind drei christliche Märtyrer, wobei unklar ist, ob sie ihre Verfolgung unter Mark Aurel (161–180) oder unter Decius (249–251) erleiden mussten.

## Hintergrund
In Pergamon wurden der Bischof Karpus, der aus Thyatira oder Gordos stammte, und der Diakon Papylus der christlichen Überlieferung nach vom Statthalter verhört. Karpus wurde gefoltert, indem man ihn aufhängte und mit Krallen die Haut aufriss. Solange er noch reden konnte, erklärte er standhaft, Christ zu sein. Genauso erging es im Anschluss Papylus; beide wurden zum Feuertod verurteilt und mit Nägeln an einen Pfahl geschlagen. Agathonike, die Schwester von Papylus, war Zeugin der Hinrichtung und ließ sich freiwillig mit an den Pfahl nageln und verbrennen.
Gedenktage
Evangelisch: 10. Januar (im Evangelischen Namenkalender), römisch-katholisch: 13. April, orthodox: 4. April und 13. Oktober, armenisch, koptisch und syrisch-orthodox: 13. Oktober.